# Agrias subaymesi
Agrias subaymesi är en fjärilsart som beskrevs av Le Moult 1926. Agrias subaymesi ingår i släktet Agrias och familjen praktfjärilar. Inga underarter finns listade i Catalogue of Life.